# Pablo Vegetti
Pablo Vegetti (Santo Domingo, Santa Fe, Argentina, 15 de octubre de 1988) es un futbolista argentino. Juega como delantero en el Vasco da Gama de la Serie A de Brasil.

## Carrera

### Inicios
En 2008 debutó en Unión de Santo Domingo, club en el cual marcó 18 goles. Más adelante tuvo un paso por Sarmiento de Humboldt, donde convirtió 35 tantos. En febrero de 2011 recibió el llamado de Miguel Restelli para incorporarse a Colón de San Justo. Finalmente en Colón de San Justo anotaría 32 goles en 40 partidos. 

### Fútbol Profesional
Debido a su gran rendimiento en Colon de San Justo, siendo el goleador de la liga santafesina en ese entonces, a mediados de 2012 firmó para Villa San Carlos, equipo que jugaba en la Primera B Metropolitana, de la mano de Miguel Restelli quien lo había dirigido anteriormente y en ese momento era ayudante de campo de la villa. Marcó allí 24 goles, lo que ayudó al equipo, a obtener el ascenso a la Primera B Nacional, la segunda categoría del fútbol argentino.
Luego, en agosto de 2013, firmó para el Rangers de Talca de la Primera división de Chile (su segundo equipo en el extranjero), que compró el 50% de sus derechos económicos. Después de una actuación no tan destacada en el equipo Chileno .  en febrero de 2014, fue enviado a préstamo a Ferro Carril Oeste, para jugar en la Primera B Nacional. Marcó 6 goles en 19 partidos para el verdolaga. Cuando tenía todo preparado para volver a firmar con Ferro, inesperadamente firmó para Gimnasia y Esgrima La Plata, equipo donde disputó 35 partidos y anotó 8 goles en su primer ciclo en el equipo platense. Después pasó a préstamo por un año a Colón de Santa Fe, donde jugó 19 partidos y marcó solo 2 goles.
Volvió a Gimnasia y Esgrima La Plata, donde disputó 17 partidos y marcó apenas 1 gol.
A mediados de 2017, emigró a Boca Unidos de la Primera B Nacional, donde jugó 22 partidos y anotó 9 goles, aunque no pudo evitar el descenso de los correntinos. En el segundo semestre de 2018, fue traspasado a Instituto, también de la Primera B Nacional, donde anota 15 goles convirtiéndose en el máximo goleador del torneo de la Primera B Nacional 2018-19.
En junio de 2019, Belgrano le compra la totalidad del pase y el jugador firma hasta mediados del año 2022. Actualmente es capitán del elenco pirata y segundo máximo goleador histórico del club al haber marcado 77 goles en 113 partidos con la casaca Celeste, se encuentra a tan solo 34 goles de Luis Fabián Artime (Máximo Goleador Histórico de Belgrano en AFA).
El 4 de agosto de 2023, luego de su paso por Belgrano donde marcó 13 tantos en el último torneo de la Liga Profesional, fichó por Vasco da Gama donde firmó contrato hasta 2025.

### Vasco da Gama
El 4 de agosto de 2023, fue anunciado como el nuevo fichaje del Vasco da Gama. El centrodelantero argentino de 34 años fue adquirido del Belgrano por 1,1 millones de dólares y firmó contrato hasta julio de 2024. El 7 de agosto de 2023, Vegetti debutó en el minuto 18 del segundo tiempo y marcó el gol contra Grêmio que le dio al club su primera victoria en su estadio en el Brasileirão.
Vegetti fue fundamental para la permanencia del Vasco en la primera división. Marcó 10 goles en 21 partidos en la segunda mitad de 2023.
El año 2024 fue especial para Vegetti, con 54 partidos disputados, el delantero anotó un total de 23 goles, siendo el máximo goleador del Cruzmaltino en la temporada y el máximo goleador de la Copa de Brasil.

## Estadísticas

### Clubes
Actualizado hasta su último partido disputado el 10 de agosto de 2025.
| Club                              | Div.          | Temporada     | Liga  | Liga  | Copas nacionales | Copas nacionales | Torneos internacionales | Torneos internacionales | Total | Total | Media goleadora |
| Club                              | Div.          | Temporada     | Part. | Goles | Part.            | Goles            | Part.                   | Goles                   | Part. | Goles | Media goleadora |
| --------------------------------- | ------------- | ------------- | ----- | ----- | ---------------- | ---------------- | ----------------------- | ----------------------- | ----- | ----- | --------------- |
| Villa San Carlos Argentina        | 3.ª           | 2012-13       | 40    | 24    | 1                | 0                | —                       | —                       | 41    | 24    | 0.58            |
| Villa San Carlos Argentina        | Total club    | Total club    | 40    | 24    | 1                | 0                | 0                       | 0                       | 41    | 24    | 0.58            |
| Rangers de Talca · Chile          | 1.ª           | 2013-14       | 16    | 2     | 3                | 1                | —                       | —                       | 19    | 3     | 0.16            |
| Rangers de Talca · Chile          | Total club    | Total club    | 16    | 2     | 3                | 1                | 0                       | 0                       | 19    | 3     | 0.16            |
| Ferro Carril Oeste Argentina      | 2.ª           | 2013-14       | 20    | 6     | 1                | 0                | —                       | —                       | 21    | 6     | 0.29            |
| Ferro Carril Oeste Argentina      | Total club    | Total club    | 20    | 6     | 1                | 0                | 0                       | 0                       | 21    | 6     | 0.29            |
| Gimnasia y Esgrima (LP) Argentina | 1.ª           | 2014          | 17    | 7     | 1                | 0                | 2                       | 0                       | 20    | 7     | 0.35            |
| Gimnasia y Esgrima (LP) Argentina | 1.ª           | 2015          | 14    | 1     | 1                | 0                | —                       | —                       | 15    | 1     | 0.07            |
| Gimnasia y Esgrima (LP) Argentina | 1.ª           | 2016-17       | 13    | 0     | 4                | 1                | —                       | —                       | 17    | 1     | 0.06            |
| Gimnasia y Esgrima (LP) Argentina | Total club    | Total club    | 44    | 8     | 6                | 1                | 2                       | 0                       | 52    | 9     | 0.17            |
| C. A. Colón Argentina             | 1.ª           | 2015          | 15    | 2     | —                | —                | —                       | —                       | 15    | 2     | 0.13            |
| C. A. Colón Argentina             | 1.ª           | 2016          | 3     | 0     | 1                | 0                | —                       | —                       | 4     | 0     | 0.00            |
| C. A. Colón Argentina             | Total club    | Total club    | 18    | 2     | 1                | 0                | 0                       | 0                       | 19    | 2     | 0.10            |
| C. A. Boca Unidos Argentina       | 2.ª           | 2017-18       | 22    | 9     | —                | —                | —                       | —                       | 22    | 9     | 0.41            |
| C. A. Boca Unidos Argentina       | Total club    | Total club    | 22    | 9     | 0                | 0                | 0                       | 0                       | 22    | 9     | 0.41            |
| Instituto de Córdoba Argentina    | 2.ª           | 2018-19       | 23    | 15    | —                | —                | —                       | —                       | 23    | 15    | 0.65            |
| Instituto de Córdoba Argentina    | Total club    | Total club    | 23    | 15    | 0                | 0                | 0                       | 0                       | 23    | 15    | 0.65            |
| C. A. Belgrano Argentina          | 2.ª           | 2019-20       | 20    | 14    | 1                | 0                | —                       | —                       | 21    | 14    | 0.67            |
| C. A. Belgrano Argentina          | 2.ª           | 2020          | 7     | 3     | —                | —                | —                       | —                       | 7     | 3     | 0.43            |
| C. A. Belgrano Argentina          | 2.ª           | 2021          | 31    | 16    | —                | —                | —                       | —                       | 31    | 16    | 0.52            |
| C. A. Belgrano Argentina          | 2.ª           | 2022          | 34    | 17    | 3                | 0                | —                       | —                       | 37    | 17    | 0.46            |
| C. A. Belgrano Argentina          | 1.ª           | 2023          | 27    | 13    | —                | —                | —                       | —                       | 27    | 13    | 0.48            |
| C. A. Belgrano Argentina          | Total club    | Total club    | 119   | 63    | 4                | 0                | 0                       | 0                       | 123   | 63    | 0.51            |
| C. R. Vasco da Gama · Brasil      | 1.ª           | 2023          | 21    | 10    | —                | —                | —                       | —                       | 21    | 10    | 0.48            |
| C. R. Vasco da Gama · Brasil      | 1.ª           | 2024          | 35    | 12    | 19               | 11               | —                       | —                       | 54    | 23    | 0.43            |
| C. R. Vasco da Gama · Brasil      | 1.ª           | 2025          | 16    | 10    | 16               | 7                | 8                       | 5                       | 40    | 22    | 0.55            |
| C. R. Vasco da Gama · Brasil      | Total club    | Total club    | 72    | 32    | 35               | 18               | 8                       | 5                       | 115   | 55    | 0.48            |
| Total carrera                     | Total carrera | Total carrera | 374   | 161   | 51               | 19               | 10                      | 5                       | 435   | 186   | 0.43            |
| 1. 2. 3.                          |               |               |       |       |                  |                  |                         |                         |       |       |                 |

### Hat-tricks
| Partidos en los que anotó tres o más goles | Partidos en los que anotó tres o más goles | Partidos en los que anotó tres o más goles   | Partidos en los que anotó tres o más goles | Partidos en los que anotó tres o más goles | Partidos en los que anotó tres o más goles | Partidos en los que anotó tres o más goles |
| N.º                                        | Fecha                                      | Estadio                                      | Partido                                    | Goles                                      | Resultado                                  | Competición                                |
| ------------------------------------------ | ------------------------------------------ | -------------------------------------------- | ------------------------------------------ | ------------------------------------------ | ------------------------------------------ | ------------------------------------------ |
| 1                                          | 10 de marzo de 2019                        | Estadio Monumental Presidente Perón, Córdoba | Instituto de Córdoba - Club Olimpo         |                                            | 4 - 0                                      | Primera B Nacional 2018-19                 |
| 2                                          | 22 de febrero de 2020                      | Estadio Claudio Chiqui Tapia, Buenos Aires   | Barracas Central - C. A. Belgrano          |                                            | 2 - 3                                      | Primera Nacional 2019-20                   |

## Palmarés

### Campeonatos nacionales
| Título           | Equipo           | País      | Año     |
| ---------------- | ---------------- | --------- | ------- |
| Primera B        | Villa San Carlos | Argentina | 2012-13 |
| Primera Nacional | C. A. Belgrano   | Argentina | 2022    |

### Distinciones individuales
| Distinción                                              | Año     |
| ------------------------------------------------------- | ------- |
| Goleador de la Primera B Metropolitana (24 goles)       | 2012-13 |
| Goleador de la Primera B Nacional (15 goles)            | 2018-19 |
| Goleador de la Primera B Nacional (17 goles)            | 2022    |
| Goleador de la Primera División de Argentina (13 goles) | 2023    |
| Goleador de la Copa de Brasil (7 goles)                 | 2024    |